# Municipio de Brinkleyville
El municipio de Brinkleyville (en inglés: Brinkleyville Township ) es un municipio ubicado en el  condado de Halifax en el estado estadounidense de Carolina del Norte. En el año 2010 tenía una población de 5.459 habitantes.

## Geografía
El municipio de Brinkleyville se encuentra ubicado en las coordenadas 36°14′7.54″N 77°53′33.94″O / 36.2354278, -77.8927611.